# Banda tesa

Diagrama tipo de una banda tesa de varios vanos, basado en la pasarela de Rogue River (Estados Unidos).

Una banda tesa o banda tensada (Spannband en alemán) es una tipología particular de estructura traccionada, empleada para la construcción de cubiertas de edificación de gran luz y de puentes, especialmente de pasarelas peatonales. El tipo estructural se asocia hasta tal punto a los puentes y pasarelas que por «banda tesa» cabe entender también la propia estructura de paso. Similar en forma y concepto a un elemento flexible simplemente suspendido en catenaria, se diferencia en que se somete el elemento resistente a una fuerte tracción, que le otorga rigidez y mejora su comportamiento frente a oscilaciones y vibraciones, punto débil de esta tipología estructural. Cuando es necesaria mayor rigidez aún, como en el caso de los puentes carreteros, se recurre a trasladar compresión desde el elemento traccionado al hormigón, construyéndose una estructura de hormigón pretensado.
Las bandas tesas se pueden subdividir en función del tipo y posición de su elemento portante. Así, la mayoría emplean cables de acero, situados bajo el tablero, embebidos en él o externos lateralmente. Ocasionalmente se han construido bandas poniendo en tensión otros elementos metálicos, como chapas o perfiles laminados.
Es posible la construcción de bandas tesas de más de un vano, mediante el empleo de apoyos simples deslizantes con forma curva sobre los que reposa la banda. Estos apoyos intermedios soportan solo parte de la acción gravitatoria de la estructura, sin esfuerzos laterales relevantes. Por el contrario, los estribos a ambos extremos de la estructura deben soportar la reacción sensiblemente horizontal de los esfuerzos de tracción a los que se somete el elemento portante principal, por lo que la cimentación de los estribos, sometida a esfuerzos importantísimos y en una dirección y sentido ajenos al funcionamiento normal del terreno, es la parte más crítica de estas estructuras y debe ser singular.

## Historia del tipo estructural
Aunque el antecedente tipológico de las bandas tesas, los puentes simplemente suspendidos existen desde la más remota antigüedad, construidos con lianas y una plataforma de madera, no hace mucho que la idea de la banda tesa fue concebida y su teoría estructural planteada, por el ingeniero alemán Ulrich Finsterwalder, que propuso la tipología para varios proyectos de puentes de gran luz; y, en concreto, en un concurso de ideas convocado en 1960 para proyectar un puente sobre el Bósforo en Estambul, que Finsterwalder pretendió resolver, sin ganar el concurso, con una banda tesa de tres vanos de 400 m de luz cada uno.

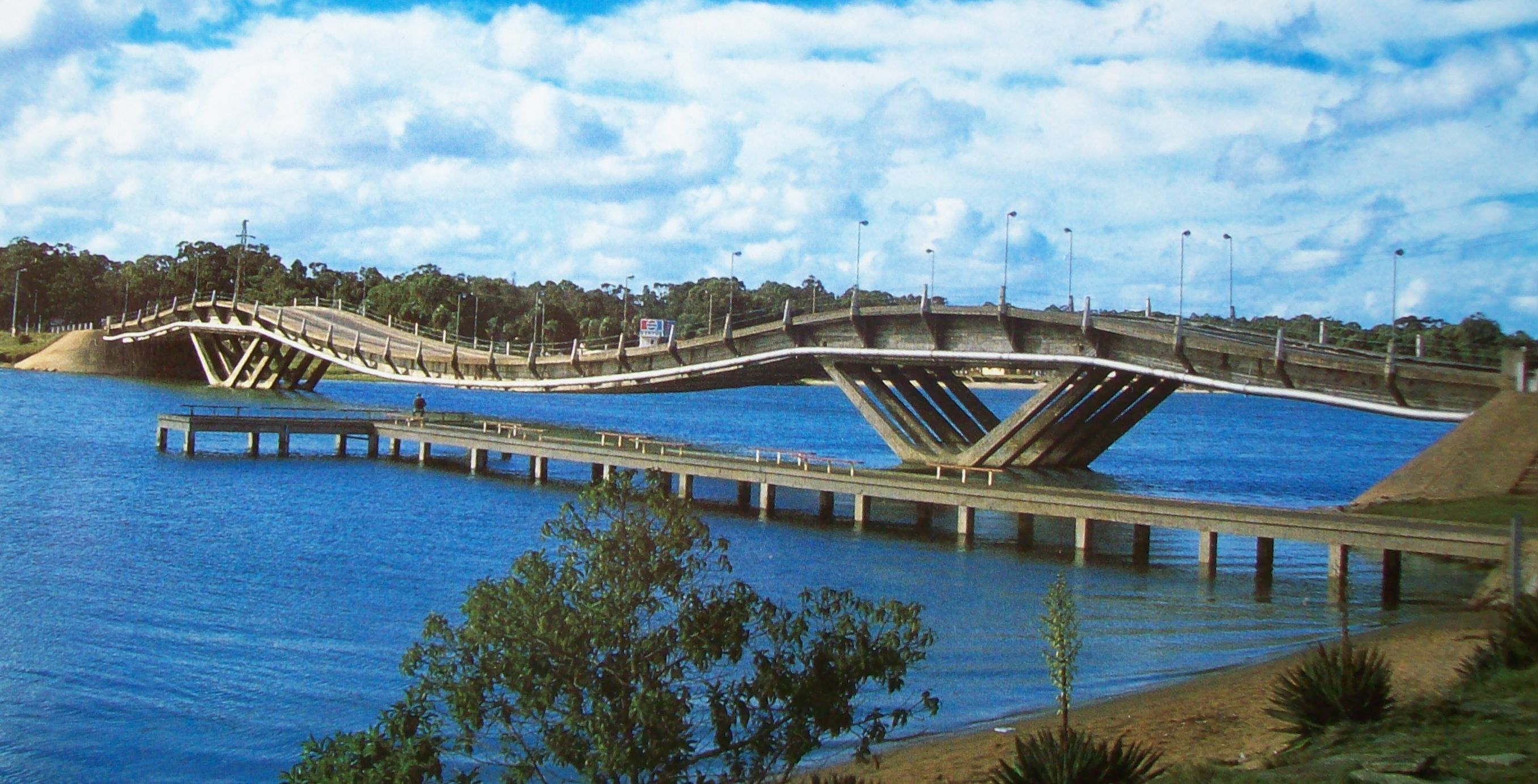
Puente de La Barra de Maldonado (1965, Leonel Viera), en La Barra (Punta del Este, Uruguay), de 30+90+30 m de luz.

Sin embargo, la primera y rudimentaria técnica constructiva, así como las primeras realizaciones materializadas se deben al uruguayo Leonel Viera, que fue capaz de concebir y diseñar el llamado «puente ondulante» de La Barra (Punta del Este, Uruguay) sobre la ría del arroyo Maldonado, construido desde 1963 e inaugurado en 1965. Se trata de una banda tesa de tres vanos (30+90+30 m de luz) construida en hormigón pretensado que soporta un puente carretero de dos carriles. La banda fue pretensada mediante el rudimentario método de precargarla con arena, con los cables anclados y el tablero hormigonado pero con nodos libres, para hormigonar los nodos con esa carga, que al ser retirada dejó la estructura en tensión. Esta estructura peculiar, con su forma ondulada única, inspiró al poeta Pablo Neruda, hasta el punto de dedicarle un poema. En 1998 se adjudicó la construcción de un segundo puente gemelo y en paralelo al ya existente. En 1999 se encargó un estudio del estado de la estructura del puente original. Las obras de refacción comenzaron en 2005.

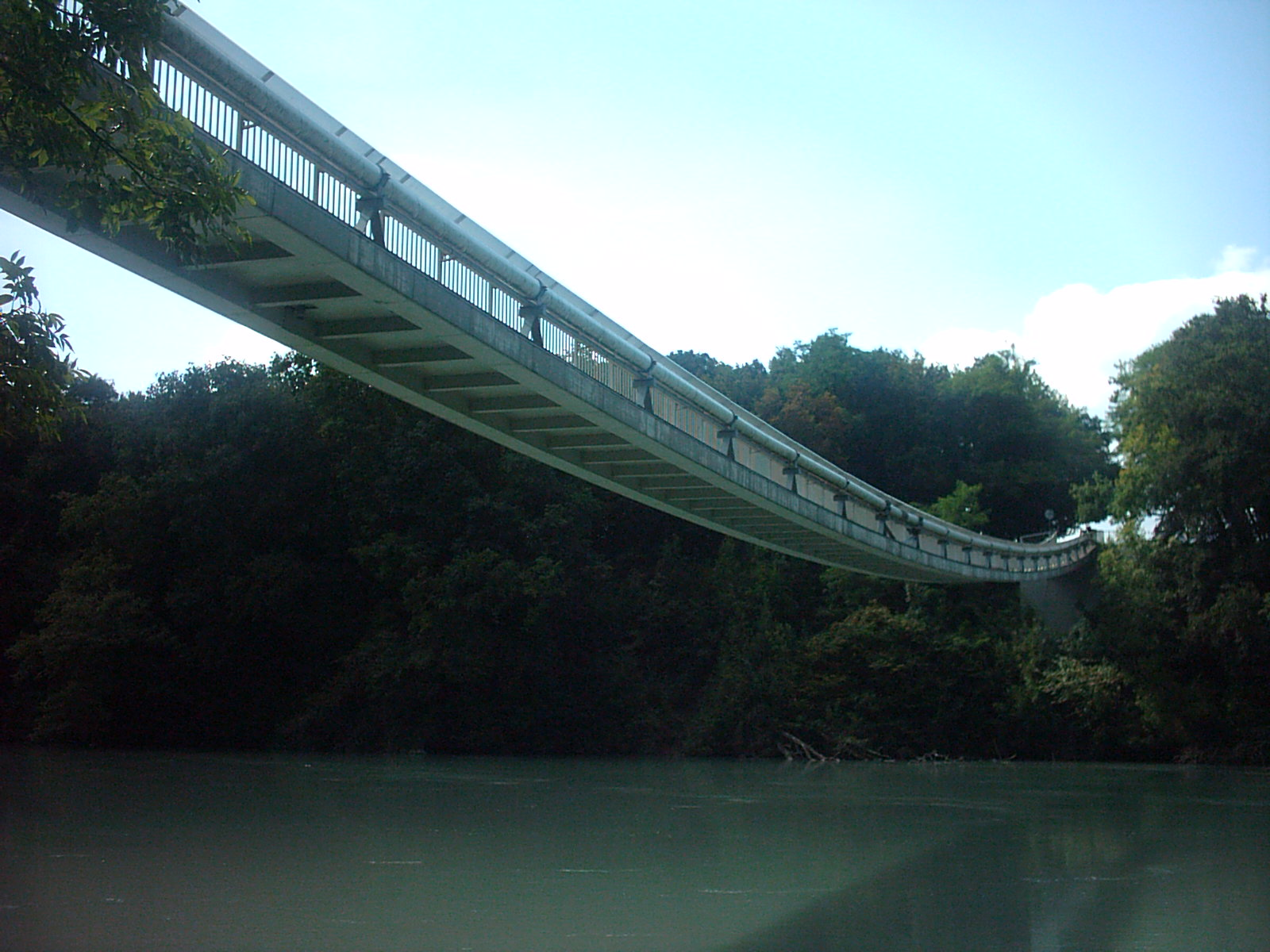
Pasarela de Lignon-Löex (1971), en Vernier (Ginebra, Suiza), de 136 m de luz.

En Europa, la primera obra viaria de este tipo fue un puente sobre la autopista N3, cerca de Pfäfikon (Suiza), también en 1965; aunque el año anterior, 1964, se puso en servicio la pasarela de Holderbak, también en Suiza, y de 216 m de luz, no superados hasta la fecha. Sin embargo, esta última estructura no debe considerarse entre los puentes y pasarelas viarios, pues tan solo soportaba una cinta transportadora de carbón. De este primer periodo también pueden destacarse:
- Karlstreg (1971), en Friburgo (Suiza), de 30 m de luz y del pionero Finsterwalder.[1]
- Lignon-Löex (1971), en Vernier (Ginebra, Suiza), de 136 m de luz.[1]
- Rosenstein (1977), en Stuttgart (Alemania), de 29 m de luz.[1]

La técnica también se empleó desde esos primeros momentos en Japón, donde se pueden mencionar las pasarelas de la Expo '70 de Osaka (1969), de 28 m de luz, y la de Hayahinomine (1977), de 49 m.
A partir de los años 1980, ingenieros como los de Dyckerhoff & Widmann en Alemania han desarrollado la teoría y técnica: las grandes bandas descritas en las décadas de 1960 y 70 (Holderbak, La Barra de Maldonado o Lignon-Löex) necesitaron relaciones entre la flecha y la luz mayores, más del doble de las empleadas a partir de 1980, lo que les hacía sufrir unas pendientes en los extremos difícilmente aceptables, aunque también un comportamiento más lineal.

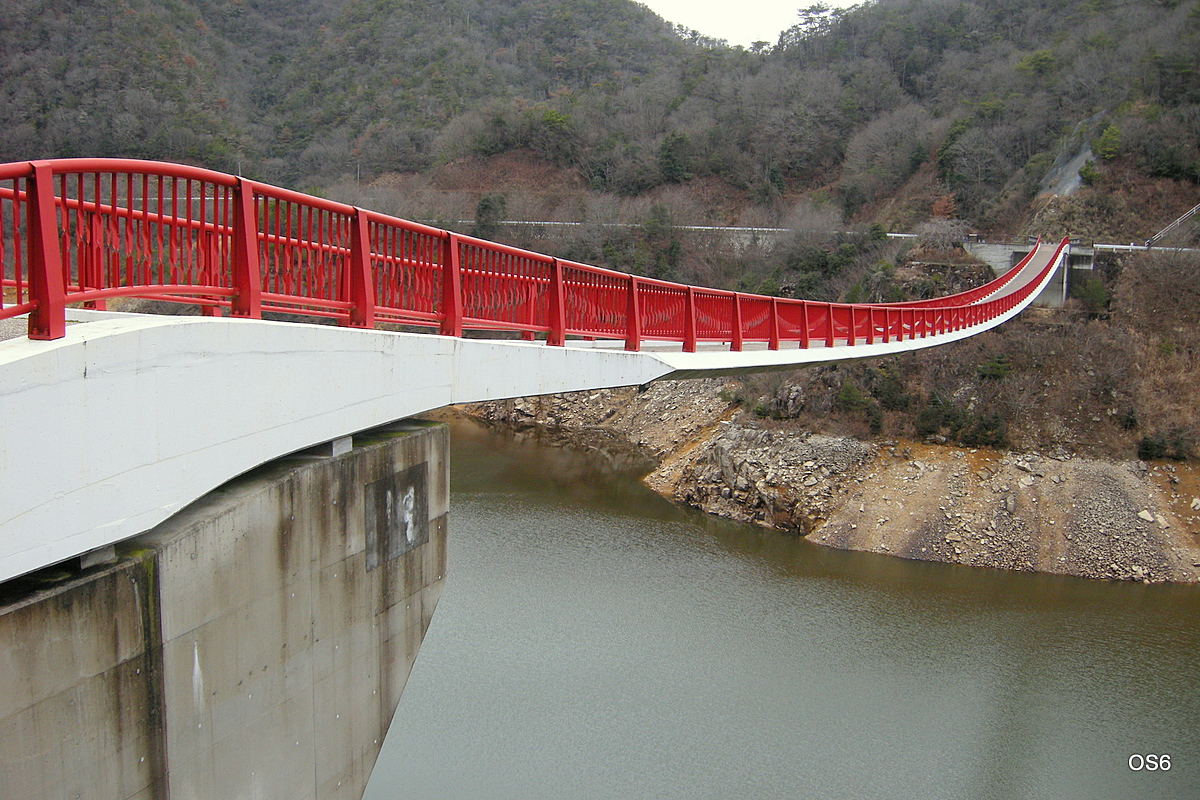
Pasarela de Yumetsuri (Jiří Stráský), en la prefectura de Hiroshima (Japón), de 148 m de luz.

Por último, han sido Jörg Schlaich, y de manera particularísima el checo Jiří Stráský los que han llevado esta tipología a su máxima perfección. Este último puso a punto procedimientos constructivos más industrializados, que empezó por emplear en un gran número de bandas tesas en Chequia, entre las que cabe destacar la de Troha, cerca de Praga, de 96 m de luz; y la de Nimbork, de 102 m. Desde entonces ha exportado la tipología al resto del mundo:
- Redding (1990), sobre el río Sacramento en California, de 127 m de luz.[1]
- Yumetsuri Bashi, en la prefectura de Hiroshima (Japón), de 148 m.[1]
- Plovdiv, en esa ciudad de Bulgaria, de 150 m.[1]

En España se pueden mencionar únicamente una pequeña (35 m de luz) estructura peatonal sobre una autovía construida en 1990 en Almazán (Soria) con proyecto de José Antonio Torroja; la pasarela de Sant Pere (Manuel Reventós Rovira y Albert Mas Soler, 1997), en Tarrasa (Barcelona), de 80 m de luz; y la pasarela del Doctor D. Pedro Gómez Bosque (Javier Manterola, 2011), en Valladolid, de 86 m de luz y récord del mundo entre las sustentadas por pletinas de acero en vez de con cables.

### Uso en edificación
La primera cubierta de edificación en esta tipología estructural fue proyectada y ejecutada en hormigón pretensado por Eero Saarinen en 1962, para el edificio terminal del Aeropuerto Internacional Washington-Dulles. Su techo aparece suspendido formando la curva catenaria de la banda tesa, proporcionando una amplia área cerrada sin ningún apoyo intermedio. Alberga la emisión de billetes, la recepción de equipajes y las instalaciones de información, así como las llegadas internacionales de pasajeros.
Otra aplicación destacable de esta tipología a la edificación es la gran lámina que proyectó Álvaro Siza para cubrir el espacio de acceso al Pabellón de Portugal para la Expo '98 de Lisboa.